# Liste de fortifications au Luxembourg
 (avril 2020).
 (avril 2020).
Si vous disposez d'ouvrages ou d'articles de référence ou si vous connaissez des sites web de qualité traitant du thème abordé ici, merci de compléter l'article en donnant les références utiles à sa vérifiabilité et en les liant à la section « Notes et références ».
Liste de fortifications au Luxembourg.

## Ville de Luxembourg
Ville Haute
- Bastion Beck
- Bastion Louis
- Rocher du Bock

Le Plateau du Saint Esprit
- Citadelle du Saint-Esprit / Heiliggeist

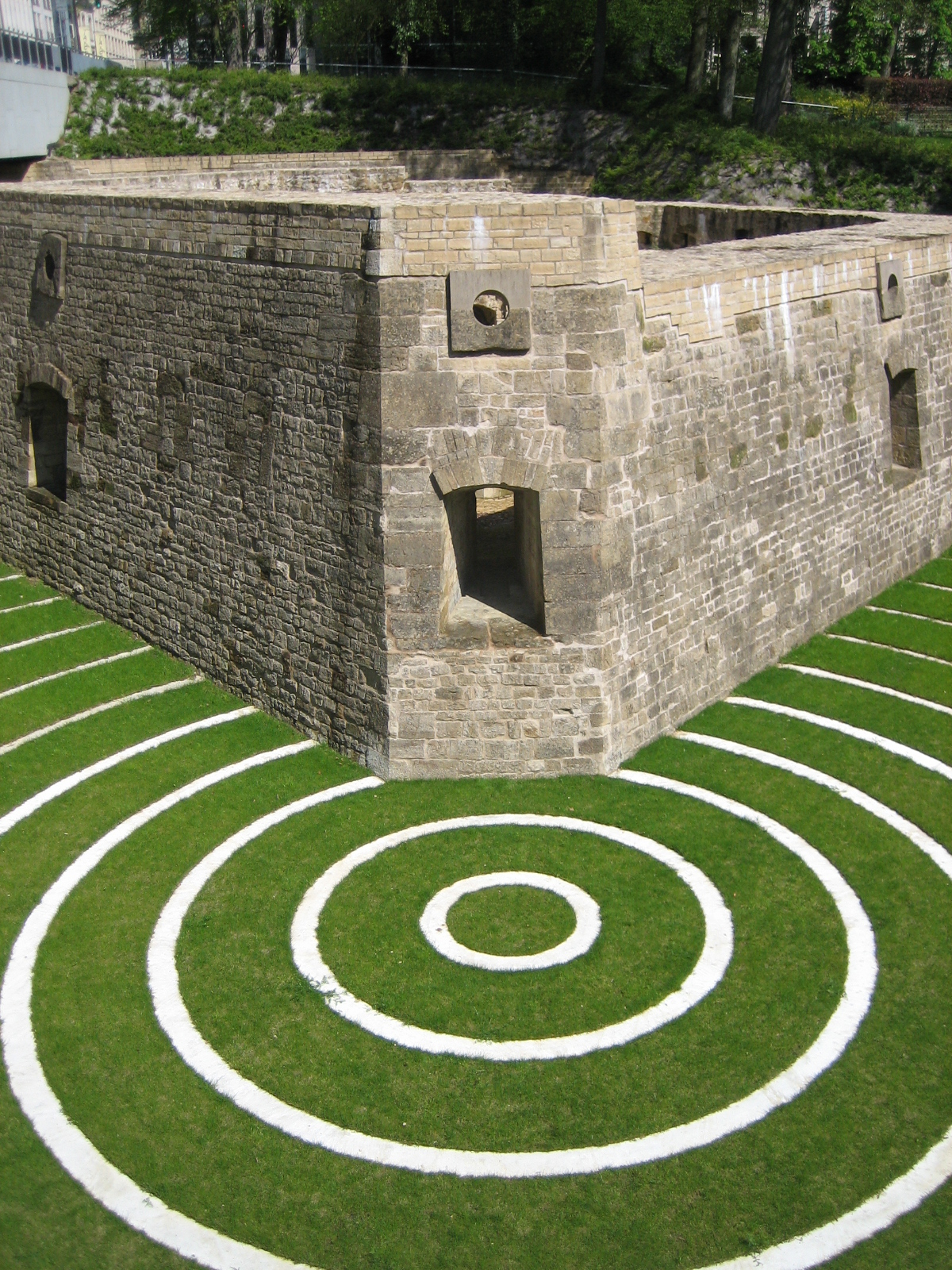
Fort Lambert, installation L'Onde par Jean-Bernard Métais, 2008

- Manège prussien

Front du Grünewald
- Porte d'Eich et Mur de Vauban
- Fort Niedergrünewald
- Fort Olizy
- Fort Thüngen
- Fort Obergrünewald

Front de Thionville
- Fort Bourbon
- Fort Elisabeth
- Fort Wallis

Front du Rham
- Galerie d'accès
- Réservoir d'eau
- Fort Rumigny
- Fort du Moulin

Front de la plaine (Parc municipal)
- Fort Berlaimont
- Fort Lambert
- Fort Louvigny
- Fort Vauban
- Fort Royal

Corniche
Casemates 
Tours espagnoles